# C19H36
化学式C19H36（摩尔质量：226.4 g/mol，不饱和度为2）可指：
- 十九炔
  - 1-十九炔，CAS号：26186-01-6 
  - 6-十九炔，CAS号：917878-23-0 
  - 9-十九炔，CAS号：106073-69-2
- 2-甲基-7-十八炔，CAS号：35354-38-2
- 1,14-十九碳二烯，CAS号：1370348-81-4
- 环十九烯，CAS号：6568-63-4

|  | 这个同类索引页列出了具有相同分子式的化学物（即同分異構體）条目。 除非您是有意链接至本页，否则应将相应条目的内部链接指向正确的条目。 |